# Cathédrale Sainte-Margaret d'Ayr
La cathédrale Sainte-Margaret, appelée aussi cathédrale d'Ayr, est une cathédrale de l'Église catholique romaine située à Ayr, en Écosse.
Elle est le siège de l'évêché et du diocèse de Galloway. En 2007, le pape Benoît XVI a accepté la demande de l'évêque local, John Cunningham, de donner à Sainte-Margaret le statut de cathédrale. Elle en est ainsi la plus récente du Royaume-Uni.

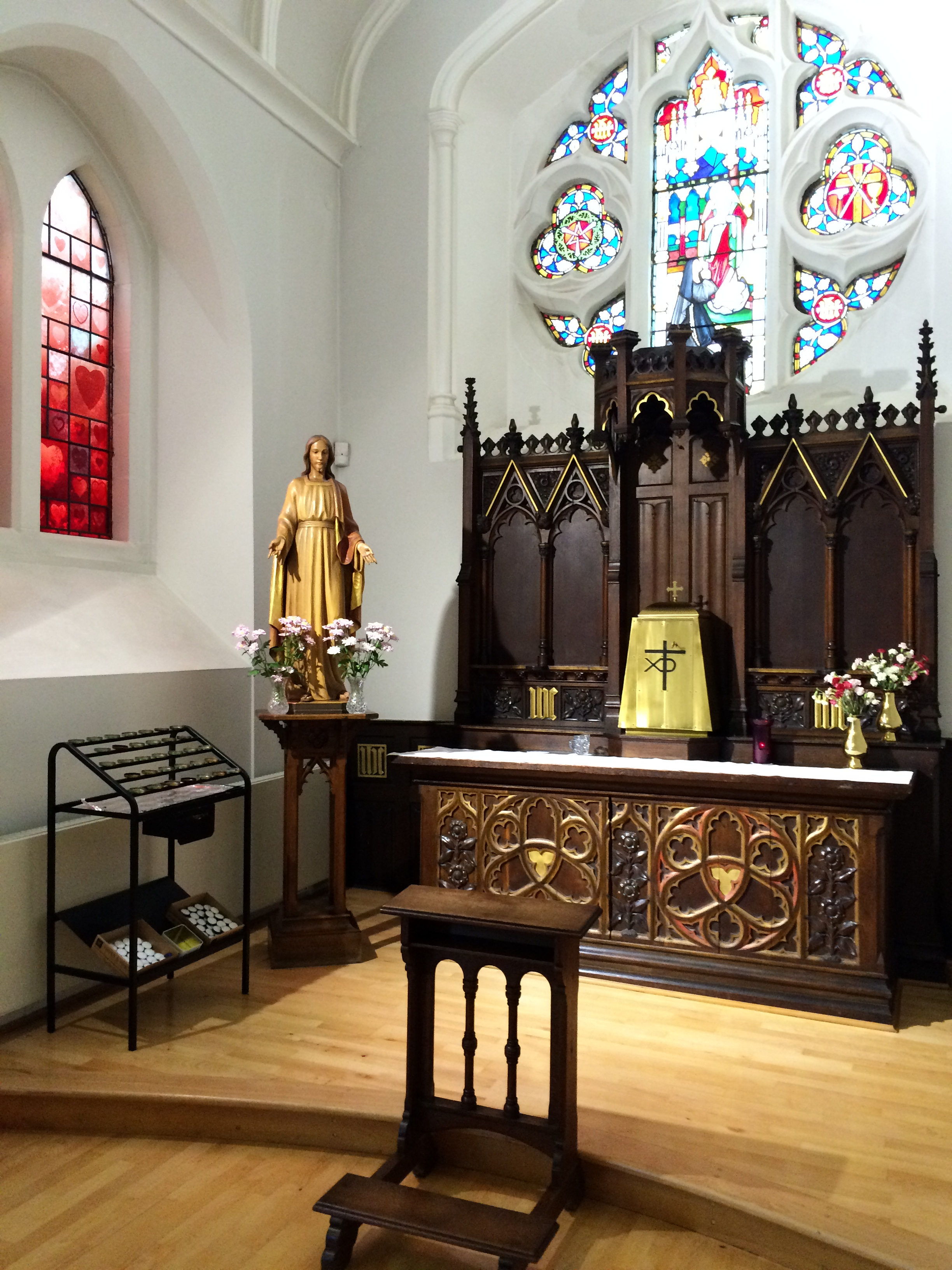
La chapelle du Sacré-Cœur.
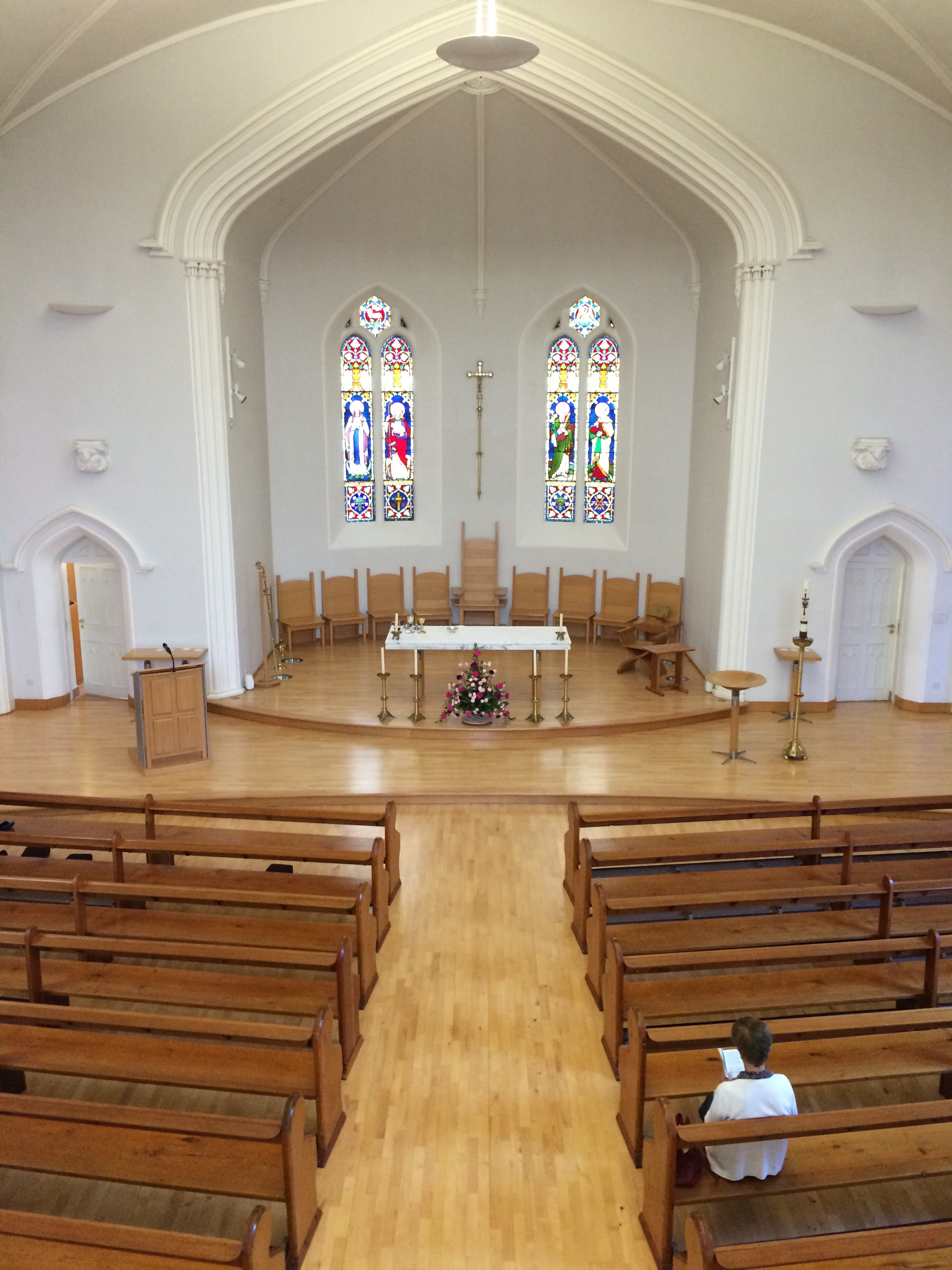
La nef et le chœur.
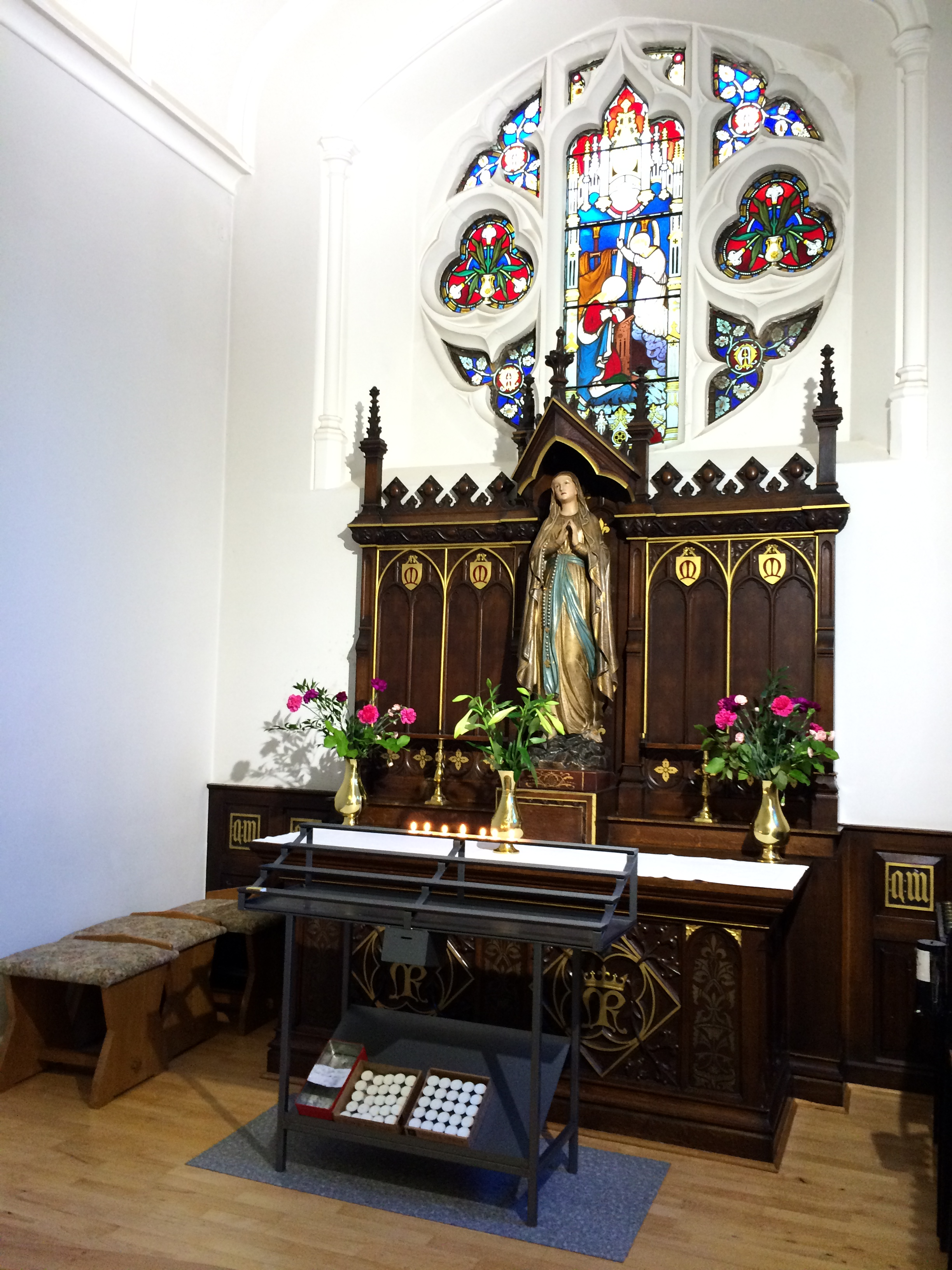
La chapelle Notre-Dame.

## Source
- (en) Cet article est partiellement ou en totalité issu de l’article de Wikipédia en anglais intitulé « Ayr Cathedral » (voir la liste des auteurs).